# Дикопорожье
Дикопоро́жье — деревня   Липецкого района Липецкой области России. Входит в состав Новодмитриевского сельсовета.

## Топоним
К началу XX века известна  как Пружинки (Дикопорожья, Воробьевка) (Населенные места Воронежской губернии 1900 года).

## История
К 1900 году сельцо входило в Ивовская волость (Задонский уезд, Воронежская губерния).
К 1926 году деревня входила в Нижне-Студенецкая волость (Липецкий уезд,  Тамбовская губерния). 

## Население
| 2010 | 2012 |
| ---- | ---- |
| 4    | ↘0   |

## Инфраструктура
Личное подсобное хозяйство с зоной сельскохозяйственного использования, индивидуальная застройка усадебного типа.

## Транспорт
Просёлочная дорога. 